# Metonímia

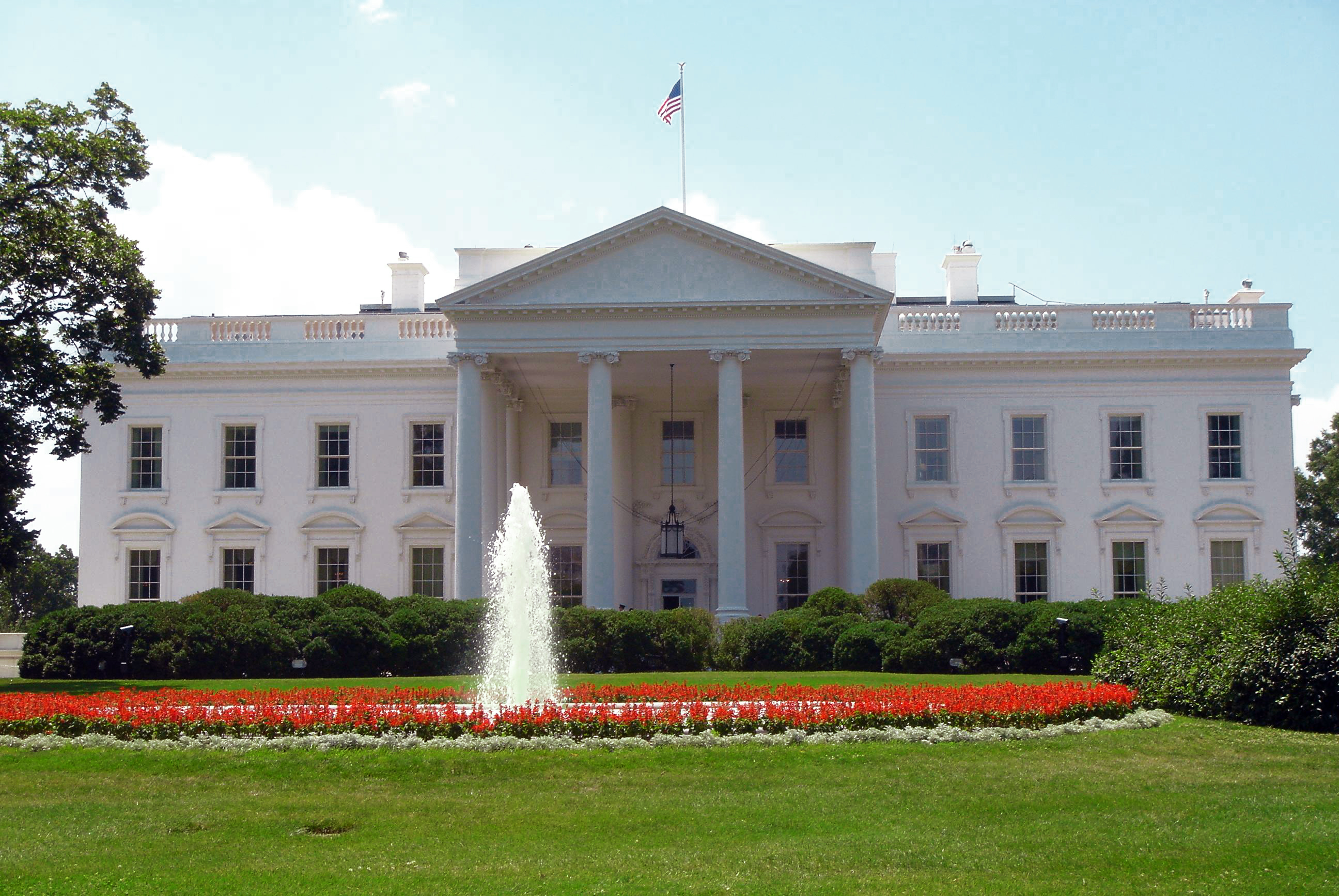
Casa Branca é usada como metonímia para representar o governo dos Estados Unidos.

Metonímia (do grego μετωνυμία, transl. metōnumía, "além do nome" ou "mudança do nome") é uma figura de linguagem que consiste no emprego de uma palavra fora do seu contexto semântico normal, dada a sua contiguidade (e não a similaridade) material ou conceitual com outra palavra. Trata-se de uma substituição lógica de um termo por outro, mantendo-se, todavia, uma proximidade entre o sentido de um termo e o sentido do termo que o substitui.
Na metonímia, um termo substitui outro não porque a nossa sensibilidade estabeleça uma relação de semelhança entre os elementos que esses termos designam (caso da metáfora), mas porque existe, de fato, uma relação de contiguidade entre o sentido de um termo e o sentido do termo que o substitui.  
Muitos gramáticos consideram a sinédoque como uma variedade de metonímia em que ora se toma a parte pelo todo, ora o todo pela parte.

## Principais exemplos de metonímia
Na relação metonímica ocorre substituição de:
- parte pelo todo → "Enormes chaminés dominam os bairros operários" (chaminés por fábricas)
- proprietário por propriedade → 
  - "Adorei ler Jorge Amado" (Jorge Amado por seu livro)
  - "Ele jantou no Andrade" (Andrade por restaurante do Andrade)
  - "Passei a tarde na tia Anita" (tia Anita por casa da tia Anita)
- recipiente pelo conteúdo → "Comeu toda a caixa de bombons" (toda a caixa de bombons por todos os bombons contidos na caixa)
- consequência pela causa → "Respeite os meus cabelos brancos" (meus cabelos brancos por minha idade)
- marca pelo produto → 
  - "Comprou um Honda" (Honda por automóvel da marca Honda)
  - "Fez uma xerox" (Xerox por fotocópia de documento, uma instância de degenerescência de marca)
- símbolo pelo significado → "A coroa inglesa foi abalada por recentes escândalos" (a coroa inglesa pelo governo monárquico inglês)
- instrumento por quem o utiliza →
  - "Ele é um bom pincel" (pincel por pintor)
  - "Os microfones dão a notícia" (microfones por repórteres)
- país pelo governante → Hitler subjugou a maior parte da Europa antes de ser derrotado. (Hitler por Alemanha Nazista)

## Outros exemplos
"Palácio do Planalto" é usado como um metônimo (uma instância de metonímia) para representar a presidência do Brasil, por ser esse o nome do edifício do governo federal.
"Itamaraty" é usado como um metônimo (uma instância de metonímia) para representar o Ministério das Relações Exteriores do Brasil, por ser esse o nome do edifício do MRE.
"Casa Rosada" é o metônimo da presidência argentina por ser esse o nome do palácio presidencial.
"Hollywood" é usado como um metônimo para a indústria do cinema dos Estados Unidos, por causa da fama e identidade cultural de Hollywood, um distrito da cidade de Los Angeles, Califórnia, com a concentração de estúdios de cinema.
O Pentágono é metônimo do poder militar dos EUA, pois é a sede do Departamento de Defesa.
Um edifício que abriga a sede do governo ou a capital nacional é muitas vezes usado para representar o governo de um país, como "Westminster" (Parlamento do Reino Unido) ou "Washington" (governo dos Estados Unidos).
Mirabel (cuja fabricação foi interrompida em 2001 e reiniciada em 2012) é usado como metônimo regional no Brasil para se referir ao wafer, um biscoito consumido como lanche. 